# Старобейзимська сільська рада
Старобейзи́мська сільська́ ра́да — адміністративно-територіальна одиниця та орган місцевого самоврядування в Шепетівському районі Хмельницької області. Адміністративний центр — село Старі Бейзими.

## Загальні відомості
Старобейзимська сільська рада утворена в 1937 році.
- Територія ради: 3,897 км²
- Населення ради: 800 осіб (станом на 2001 рік)
- Територією ради протікає річка Моховець

## Населені пункти
Сільській раді підпорядковані населені пункти:
- с. Старі Бейзими
- с. Брикуля
- с. Лавринівці
- с. Марківці

## Склад ради
Рада складається з 14 депутатів та голови.
- Голова ради: Окаянюк Лариса Михайлівна
- Секретар ради: Кукуєва Наталія Леонідівна

### Керівний склад попередніх скликань
| Прізвище, ім'я, по батькові | Основні відомості                                                                     | Дата обрання | Дата звільнення |
| --------------------------- | ------------------------------------------------------------------------------------- | ------------ | --------------- |
| Ільчак Надія Миколаївна     | Сільський голова, 1962 року народження, член Всеукраїнського об'єднання «Батьківщина» | 26.03.2006   | 31.10.2010      |
| Окаянюк Лариса Михайлівна   | Сільський голова, 1963 року народження, освіта середня спеціальна                     | 31.10.2010   |                 |

Примітка: таблиця складена за даними сайту Верховної Ради України

### Депутати
За результатами місцевих виборів 2010 року депутатами ради стали:

#### За суб'єктами висування
| Суб'єкт висування | Кількість обраних депутатів | %    |
| ----------------- | --------------------------- | ---- |
| Самовисування     | 9                           | 64,3 |
| Партія регіонів   | 5                           | 35,7 |

#### За округами
| № округу        | Прізвище, ім'я, по батькові  | Дата визнання обраним | Освіта             | Партійна приналежність                        | Відомості про обраного депутата                          |
| --------------- | ---------------------------- | --------------------- | ------------------ | --------------------------------------------- | -------------------------------------------------------- |
| Партія регіонів |                              |                       |                    |                                               |                                                          |
| 2               | Мозолюк Іван Сергійович      | 02.11.2010            | вища               | член Партії регіонів                          | Старобейзимська загальноосвітня школа, сторож            |
| 11              | Кузьмінська Ніна Анатоліївна | 02.11.2010            | середня спеціальна | член Партії регіонів                          | Лавринівський БК, директор                               |
| 12              | Клдочний Віталій Іванович    | 02.11.2010            | вища               | позапартійний                                 | тимчасово не працює                                      |
| 13              | Брикулець Юрій Олексійович   | 02.11.2010            | середня спеціальна | член Партії регіонів                          | ТОВ «Лотівка-Еліт», шофер                                |
| 14              | Козачук Ніна Іванівна        | 02.11.2010            | середня спеціальна | член Партії регіонів                          | тимчасово не працює                                      |
| Самовисування   |                              |                       |                    |                                               |                                                          |
| 1               | Голик Антоніна Аркадіївна    | 02.11.2010            | середня спеціальна | член Всеукраїнського об'єднання «Батьківщина» | Брикульський фельдшерсько-акушерський пункт, завідувачка |
| 3               | Кукуєва Наталія Леонідівна   | 02.11.2010            | середня спеціальна | позапартійна                                  | Старобейзимська сільська рада, секретар                  |
| 4               | Дармограй Олена Миколаївна   | 02.11.2010            | середня спеціальна | позапартійна                                  | Старобейзимська сільська рада, спеціаліст землевпорядник |
| 5               | Голуб Зоя Володимирівна      | 02.11.2010            | середня спеціальна | позапартійна                                  | Магазин с. Лавринівці, продавець                         |
| 6               | Маслянчук Юрій Олександрович | 02.11.2010            | середня спеціальна | позапартійний                                 | тимчасово не працює                                      |
| 7               | Хцаюк Микола Вікторович      | 02.11.2010            | середня спеціальна | член Всеукраїнського об'єднання «Батьківщина» | ТОВ «Лотівка-Еліт», шофер                                |
| 8               | Федорчук Лідія Миколаївна    | 02.11.2010            | середня спеціальна | член Всеукраїнського об'єднання «Батьківщина» | ТОВ «Лотівка-Еліт», бухгалтер                            |
| 9               | Пастух Василь Анатолійович   | 02.11.2010            | середня спеціальна | позапартійний                                 | ТОВ «Лотівка-Еліт», механізатор                          |
| 10              | Узлюк Леонід Миколайович     | 02.11.2010            | середня спеціальна | позапартійний                                 | ТОВ «Лотівка-Еліт», шофер                                |